# 勒米伊莱波泰
勒米伊莱波泰（法語：Remilly-les-Pothées）是法国香槟-阿登大区阿登省的一个市镇，属于沙勒维尔-梅济耶尔区朗韦县。该市镇2009年时的人口为254人。

## 人口
勒米伊莱波泰人口变化图示
| 数据来源：INSEE |